# 佐藤智也
佐藤 智也（さとう ともや、1997年9月20日 - ）は、東京都出身のサッカー選手、サッカー指導者。ポジションはミッドフィールダー、フォワード。

## 来歴
1997年、東京都出身。東京都立東大和南高等学校から法政大学へ進学。
2019年、大学在学中にアメリカ大学サッカーリーグ「Minnesota State University」のトライアウトを受け合格。背番号10を背負い1シーズンプレー。
2020年、群馬県社会人サッカーリーグ・邑楽ユナイテッドへ移籍。
2021年、東北社会人サッカーリーグ・FCガンジュ岩手へ移籍。
2023年、群馬県社会人サッカーリーグ・邑楽ユナイテッドへ移籍。

## 所属クラブ
- 落合SC
- 落合中学校
- 2013年 - 2015年 東大和南高校
- 2016年 - 2018年 C.A Real.Tokyo
- 2019年 - 2019年 Minnesota University mankato soccer club
- 2020年 - 2020年 邑楽ユナイテッド
- 2021年 - 2022年 FCガンジュ岩手
- 2023年 - 邑楽ユナイテッド